# Niewinni święci
Niewinni święci (hiszp. Los santos inocentes) – hiszpański dramat filmowy z 1984 roku w reżyserii Mario Camusa. Zdjęcia kręcono w prowincji Badajoz (region Estremadura).

## Fabuła
Akcja filmu toczy się w latach 60. na terenie rolniczym w Estremadurze. Fabuła opowiada o losach Paco (Alfredo Landa), który był świetnym myśliwym i tropicielem.

## Obsada
- Alfredo Landa jako Paco, El Bajo
- Terele Pávez jako Régula
- Belén Ballesteros jako Nieves
- Juan Sachez jako Quirce
- Susana Sánchez jako La Niña Chica
- Francisco Rabal jako Azarías
- Ágata Lys jako Doña Pura
- Agustín González jako Don Pedro

## Nagrody
- 1984 – Nagroda Jury Ekumenicznego - Mario Camus
- 1984 – Złota Palma dla najlepszego aktora – Alfredo Landa i Francisco Rabal